# 400 mètres masculin aux Jeux olympiques d'été de 1924 (athlétisme)
Pour un article plus général, voir Athlétisme aux Jeux olympiques d'été de 1924.
Navigation
Anvers 1920 Amsterdam 1928
L'épreuve du 400 mètres masculin aux Jeux olympiques de 1924 s'est déroulée les 10 et 11 juillet 1924 au Stade olympique Yves-du-Manoir de Paris, en France.  Elle est remportée par le Britannique Eric Liddell.

## Résultats

### Finale
| Rang               | Athlète           | Pays            | Temps        | Notes  |
| ------------------ | ----------------- | --------------- | ------------ | ------ |
| Médaille d'or      | Eric Liddell      | Grande-Bretagne | 47 s 6       | OR, AR |
| Médaille d'argent  | Horatio Fitch     | États-Unis      | 48 s 4       |        |
| Médaille de bronze | Guy Butler        | Grande-Bretagne | 48 s 6       |        |
| 4                  | David Johnson     | Canada          | 48 s 8       |        |
| 5                  | John Coard Taylor | États-Unis      | 1 min 07 s 0 |        |
| —                  | Josef Imbach (en) | Suisse          | DNF          |        |